# Дак Нонг (провинция)
Дак Нонг (на виетнамски: Đăk Nông) е виетнамска провинция разположена в регион Тай Нгуйен. На североизток граничи с провинция Дак Лак, на югозапад с провинция Бин Фуок, на югоизток и изток с Лам Донг, а на запад и северозапад с Камбоджа. Населението е 625 600 жители (по приблизителна оценка за юли 2017 г.).
Почти през цялата си история Дак Нонг е била част от провинция Дак Лак, но от няколко години е отделена и е обявена за самостоятелна провинция на територията на Виетнам.

## Административно деление
Провинция Дак Нонг се състои от един самостоятелен град Жиа Нгиа и от седем окръга:
- Кур Ют
- Дак Мил
- Дак Жлонг
- Дак Р'лап
- Дак Сонг
- Кронг Но
- Туй Дук